# Flugplatz Sitterdorf

i7
i11
i13
Der Flugplatz Sitterdorf (ICAO-Code: LSZV) ist ein Flugplatz in Zihlschlacht-Sitterdorf im Schweizer Kanton Thurgau.
Er besitzt eine 480 Meter lange und 20 Meter breite Graspiste und besteht seit dem 1. April 1963. Neben einem Hangar für Kleinflugzeuge befindet sich auch ein Hangar für Helikopter auf dem Gelände. Die Heli Academy und die Heli Alpin haben auf dem Flugplatz Helikopter stationiert. Sie betreiben eine Flugschule und bieten Rundflüge an. Die Fallschirmgruppe Skydive Ostschweiz hat ihre Basis auf dem Flughafen. Im RC-Rennsport betreibt der Modell Rennsport Club St. Gallen eine Rennbahn für RC-Modellautos im Massstab bis 1:5.
Auf dem Gelände befindet sich auch ein Freizeit- und Tierpark und eine Gartenbahn, welche die Teile des Geländes miteinander verbindet. Ganzjährig ist ein Restaurant geöffnet.